# Firhill Stadium
Il Firhill Stadium è uno stadio di Glasgow, in Scozia.
Lo stadio ospita le partite casalinghe della squadra di calcio del Partick Thistle F.C.